# 3-idrossipropionato deidrogenasi
La 3-idrossipropionato deidrogenasi è un enzima appartenente alla classe delle ossidoreduttasi, che catalizza la seguente reazione:
3-idrossipropanoato + NAD+ ⇄ 3-ossopropanoato + NADH + H+